# Doug Serrurier
Louis Douglas „Doug“ Serrurier (* 9. Dezember 1920 in Germiston, Gauteng; † 3. Juni 2006 in Alberton, Gauteng) war ein südafrikanischer Automobilrennfahrer. 1962 und 1963 nahm er an der Automobil-Weltmeisterschaft teil.

## Leben
Doug Serrurier war in den Jahren 1962 bis 1965 für insgesamt drei Rennen in der Automobil-Weltmeisterschaft gemeldet und konnte sich dabei für zwei Starts qualifizieren. Er fuhr für den eigenen südafrikanischen Rennstall Otelle Nucci ein Fahrzeug vom Typ LDS (LDS sind die Initialen seines vollen Namens). Sein erstes Rennen bestritt er im Alter von 42 Jahren beim Großen Preis von Südafrika 1962 für sein Team Otelle Nucci, seinen zweiten und letzten Start hatte er ebenda im Jahr 1963. 1965 war er erneut für den Großen Preis von Südafrika gemeldet, konnte sich jedoch nicht für das Rennen qualifizieren (sein Team Otelle Nucci LDS Climax verfügte mittlerweile über Climax-Motoren).
1966 erreichte er beim 3-Stunden-Rennen von Kapstadt in einem Lola T70 den zweiten Platz, im Jahr darauf gewann er das 3-Stunden-Rennen von Sir Roy Hesketh in einem Lola T70. 1969 zog sich Serrurier aus dem aktiven Rennsport zurück.

## Statistik

### Statistik in der Automobil-Weltmeisterschaft
Diese Statistik umfasst alle Teilnahmen des Fahrers an der Automobil-Weltmeisterschaft, die heutzutage als Formel-1-Weltmeisterschaft bezeichnet wird.

#### Gesamtübersicht
| Saison | Team         | Chassis | Motor             | Rennen | Siege | Zweiter | Dritter | Poles | schn. Rennrunden | Punkte | WM-Pos. |
| ------ | ------------ | ------- | ----------------- | ------ | ----- | ------- | ------- | ----- | ---------------- | ------ | ------- |
| 1962   | Otelle Nucci | LDS Mk2 | Alfa Romeo 1.5 L4 | 1      | −     | −       | −       | −     | −                | −      | −       |
| 1963   | Otelle Nucci | LDS Mk2 | Alfa Romeo 1.5 L4 | 1      | −     | −       | −       | −     | −                | −      | −       |
| Gesamt | Gesamt       | Gesamt  | Gesamt            | 2      | −     | −       | −       | −     | −                | −      |         |

#### Einzelergebnisse
| Saison | 1 | 2 | 3 | 4 | 5 | 6 | 7 | 8   | 9  | 10 |
| ------ | - | - | - | - | - | - | - | --- | -- | -- |
| 1962   |   |   |   |   |   |   |   |     |    |    |
|        |   |   |   |   |   |   |   | DNF |    |    |
| 1963   |   |   |   |   |   |   |   |     |    |    |
|        |   |   |   |   |   |   |   |     | 11 |    |
| 1965   |   |   |   |   |   |   |   |     |    |    |
| DNQ    |   |   |   |   |   |   |   |     |    |    |

| Legende  | Legende            | Legende                                                          |
| Farbe    | Abkürzung          | Bedeutung                                                        |
| -------- | ------------------ | ---------------------------------------------------------------- |
| Gold     | –                  | Sieg                                                             |
| Silber   | –                  | 2. Platz                                                         |
| Bronze   | –                  | 3. Platz                                                         |
| Grün     | –                  | Platzierung in den Punkten                                       |
| Blau     | –                  | Klassifiziert außerhalb der Punkteränge                          |
| Violett  | DNF                | Rennen nicht beendet (did not finish)                            |
| Violett  | NC                 | nicht klassifiziert (not classified)                             |
| Rot      | DNQ                | nicht qualifiziert (did not qualify)                             |
| Rot      | DNPQ               | in Vorqualifikation gescheitert (did not pre-qualify)            |
| Schwarz  | DSQ                | disqualifiziert (disqualified)                                   |
| Weiß     | DNS                | nicht am Start (did not start)                                   |
| Weiß     | WD                 | zurückgezogen (withdrawn)                                        |
| Hellblau | PO                 | nur am Training teilgenommen (practiced only)                    |
| Hellblau | TD                 | Freitags-Testfahrer (test driver)                                |
| ohne     | DNP                | nicht am Training teilgenommen (did not practice)                |
| ohne     | INJ                | verletzt oder krank (injured)                                    |
| ohne     | EX                 | ausgeschlossen (excluded)                                        |
| ohne     | DNA                | nicht erschienen (did not arrive)                                |
| ohne     | C                  | Rennen abgesagt (cancelled)                                      |
| ohne     | keine WM-Teilnahme |                                                                  |
| sonstige | P/fett             | Pole-Position                                                    |
| sonstige | 1/2/3/4/5/6/7/8    | Punktplatzierung im Sprint-/Qualifikationsrennen                 |
| sonstige | SR/kursiv          | Schnellste Rennrunde                                             |
| sonstige | *                  | nicht im Ziel, aufgrund der zurückgelegten Distanz aber gewertet |
| sonstige | ()                 | Streichresultate                                                 |
| sonstige | unterstrichen      | Führender in der Gesamtwertung                                   |